# گوران سورلوت
گوران سورلوت (انگلیسی: Gøran Sørloth؛ زادهٔ ۱۶ ژوئیهٔ ۱۹۶۲) بازیکن سابق فوتبال اهل نروژ است.
وی در تیم ملی فوتبال نروژ ۵۵ بازی انجام داده است و عضو این تیم در جام جهانی فوتبال ۱۹۹۴ بوده است.